# Ludwig Becker (Astronom)
Ludwig Wilhelm Emil Ernst Becker (* 8. Januar 1860 in Wesel; † 11. November 1947 in Algund, Südtirol) war ein deutsch-britischer Astronom und Hochschullehrer. Er war Direktor der Universitäts-Sternwarte in Glasgow (Regius Professor of Astronomy).

## Leben
Ludwig Becker studierte Mathematik und Physik an der Universität Berlin unter anderem bei Rudolf Lipschitz. 1882 wurde er mit einer Dissertation über Bahnstörungen des Asteroiden (72) Feronia unter Eduard Schönfeld an der Universität Bonn zum Dr. phil. promoviert. Nach zwei Jahren als Assistent am Astronomischen Recheninstitut der Berliner Sternwarte ernannte ihn 1885 der Earl of Crawford und Balcarres zum Leiter seiner großen privaten Sternwarte in Dunecht bei Aberdeen in Schottland. Als diese Institution im Herbst 1888 aufgelöst wurde, ging Becker 1889 an die königliche Sternwarte auf dem Blackford Hill in Edinburgh. 1893 wurde Ludwig Becker Direktor und Professor an der Sternwarte der Universität Glasgow. Obwohl Becker britischer Staatsangehöriger war, musste er sich im Ersten Weltkrieg aufgrund der Deutschenfeindlichkeit vom Universitätsdienst zurückziehen und kehrte erst am Ende des Krieges nach Glasgow zurück. Er war nach Aussagen seiner Zeitgenossen bei seinen Studenten so populär, dass man glaubte, dass er in dieser Zeit die bestbesuchten Astronomievorlesungen in Großbritannien abhielt. 1935 nahm Ludwig Becker seinen Abschied von der Universität Glasgow. Im Ruhestand ließ er sich in Südtirol nieder, wo er nach dem Zweiten Weltkrieg starb.
Sein Sohn war der Physiker und Hochschullehrer Heinrich Becker.

## Werk
Die Forschungsgebiete von Ludwig Becker waren umfangreich, wobei er sich besonders auf die Himmelsmechanik spezialisiert hatte. Er untersuchte beispielsweise die Verteilung von blau-violettem Licht in der Sonnenkorona bei der Sonnenfinsternis vom 30. August 1905 in Tunesien oder stellte eine Einfanghypothese in Bezug auf Doppelsterne auf, in der er zeigte, wie ein solches System einen dritten Stern einfangen und dabei eine seiner eigenen Komponenten verlieren kann und wie man die sehr exzentrischen Bahnen mancher Doppelsternsysteme erklären kann.

## Veröffentlichungen (Auswahl)
- Untersuchungen über die allgemeinen störungen der Feronia. Bonn, 1882 (Digitalisat).